# Amicrocentrum concolor
Amicrocentrum concolor är en stekelart som först beskrevs av Szepligeti 1904.  Amicrocentrum concolor ingår i släktet Amicrocentrum och familjen bracksteklar. Inga underarter finns listade i Catalogue of Life.